# Vigna comosa
Vigna comosa är en ärtväxtart som beskrevs av John Gilbert Baker. Vigna comosa ingår i släktet vignabönor, och familjen ärtväxter.

## Underarter
Arten delas in i följande underarter:
- V. c. abercornensis
- V. c. comosa